# Овсяница высокая
Овсяница высокая (лат. Festuca altissima) — вид травянистых растений рода Овсяница (Festuca) семейства Злаки (Poaceae).

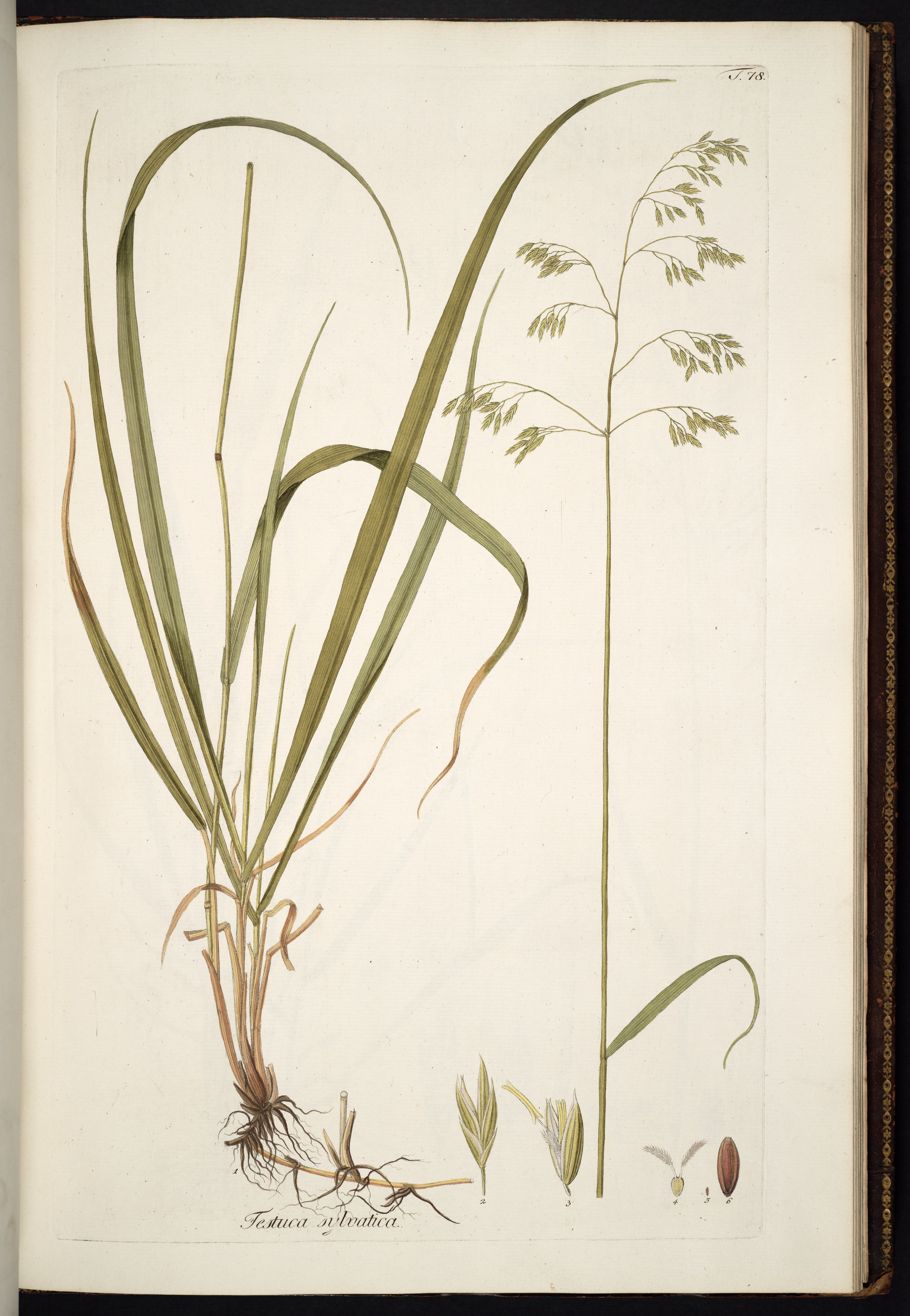

## Ботаническое описание

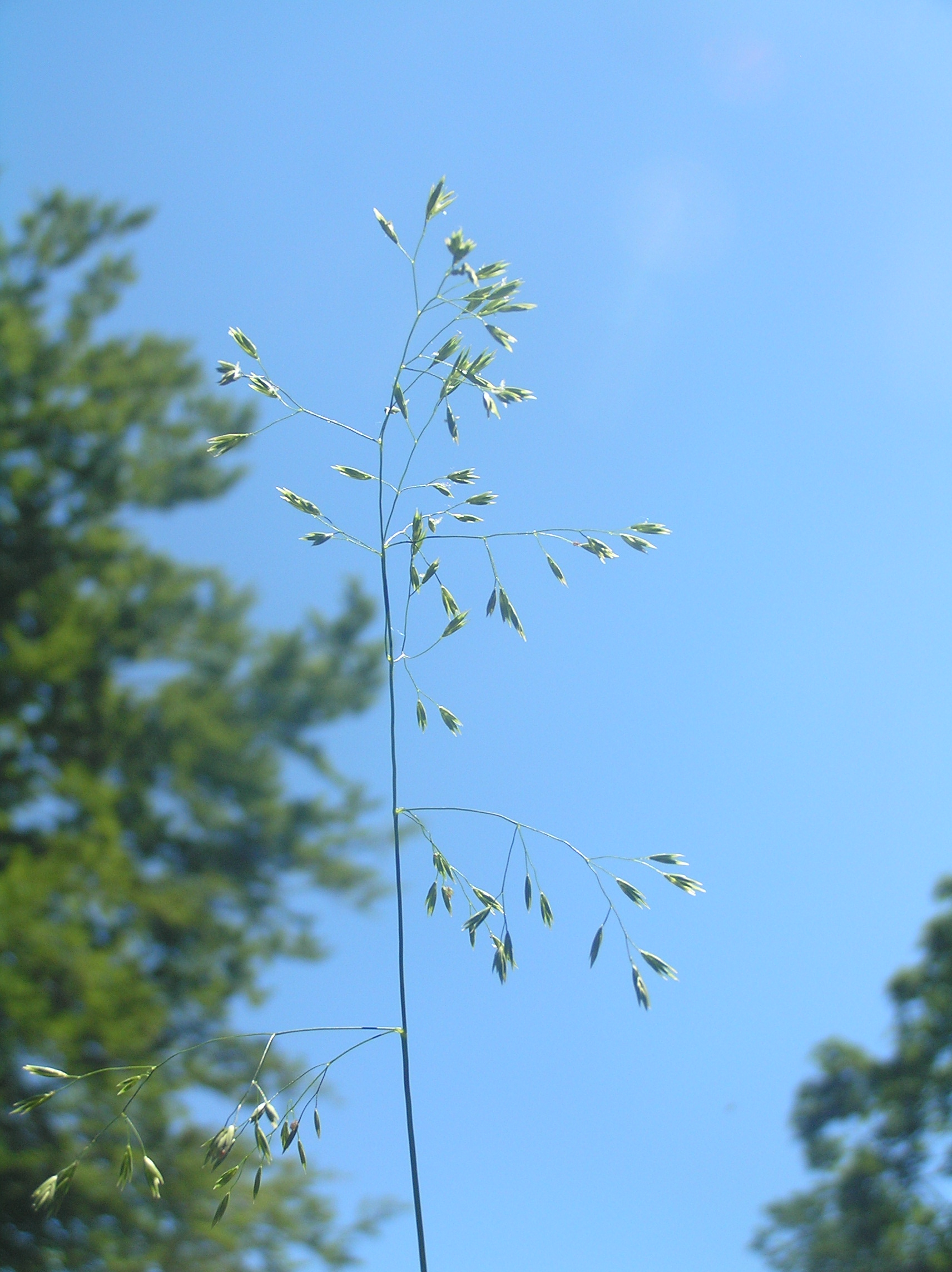
Соцветие

Многолетние травянистые растения. Корневище укороченное, довольно толстое, выпускающее немногочисленные, иногда одиночные высокие стебли, 90—150 см высотой и 2,5—4 мм толщиной. Листья широколинейные, нежёсткие, зелёные, кверху постепенно суженные и тонко-заострённые, по краям шероховатые, 10—16 мм шириной, влагалища их остро-шероховатые, язычок удлиненный, более или менее расщеплённый, 3—5 мм длиной.
Метёлка прямостоячая, раскидистая, 12—20 см длиной и 3—10 см шириной, со слабо шероховатыми, косо вверх направленными, реже почти горизонтально отклонёнными ветвями. Колоски светло-зелёные, широкие, эллиптические, 2—5-цветковые, 7—8 мм длиной и 3—5 мм шириной. Колосковые чешуйки ланцетовидные, острые; верхняя на ⅓ длиннее нижней, 3,5—4,5 мм длиной. Наружная прицветная чешуйка голая, ланцетовидная, острая, без ости, с тремя довольно резкими жилками, 5—6 мм длиной. Зерновка буровато-желтоватая, плосковатая, около 4 мм длиной и 1 мм шириной.

## Распространение и экология
Евразия. Встречается в лесах, на лесных полянах и опушках, на высокотравных лугах.

## Синонимы
- Drymochloa sylvatica (Pollich) Holub (1984) — Лесовка лесная
- Festuca calamaria var. minor Hook. (1821)
- Festuca decidua Bellardi ex Sm. (1811)
- Festuca latifolia DC. (1813)
- Festuca sylvatica (Pollich) Vill. (1787), nom. illeg. — Овсяница лесная
- Festuca sylvatica var. decidua (Bellardi ex Sm.) Steud. (1840)
- Festuca silvatica f. denudata Holmb. (1926)
- Festuca sylvatica var. latifolia (Host) Lamotte (1847)
- Festuca sylvatica var. minor Sond. (1851)
- Poa binervata P.Beauv. (1812), nom. nud.
- Poa sylvatica Pollich (1776)
- Poa sylvatica var. subaristata Parn. (1845)
- Poa trinervata Ehrh. (1791)
- Schedonorus alpinus Hoppe ex Schult. (1824), pro syn.
- Schedonorus altissimus (All.) P.Beauv. (1812)
- Schedonorus deciduus (Bellardi ex Sm.) Gray (1822)
- Schedonorus latifolius (DC.) Roem. & Schult. (1817)
- Schedonorus sylvaticus (Pollich) P.Beauv. (1812)